# KkStB 98 sorozat
A kkStB 194 sorozat egy  szertartályos gőzmozdony-sorozat volt az osztrák császári és Királyi Osztrák Államvasutaknál (k.k. österreichische Staatsbahnen, kkStB), amely mozdonyok eredetileg a Kolomijai HÉV –számára lettek beszerezve.
A kkStB 1886-ban rendelte meg ezt a négy kis háromcsatlós szertartályos mozdonyt a Kolomeai HÉV vonalaira, melyet üzemeltetett. A mozdonyok nagyon kicsik voltak feltűnően nagy kazánnyomással. A pályaszámaik 98.01-04 voltak.
A pálya az első világháború végén megsemmisült.

## Fordítás
- Ez a szócikk részben vagy egészben  a   kkStB 98 című német Wikipédia-szócikk fordításán alapul.  Az eredeti cikk szerkesztőit annak laptörténete sorolja fel. Ez a jelzés csupán a megfogalmazás eredetét és a szerzői jogokat jelzi, nem szolgál a cikkben szereplő információk forrásmegjelöléseként.